# Bárdos Alice
Bárdos Alice (született Braun Alice) (Budapest, 1896. július 19. – Auschwitz, 1944. július [?]) hegedűművész és -tanár.

## Élete
Muzsikus családban született. Édesapja Bárdos (Braun) Simon Sámuel (1857–1933) részvénytársasági igazgató, édesanyja Grünfeld Amália voltak. Apai nagyszülei Braun Ede és Eckstein Terézia voltak. A Zeneakadémián előbb Grünfeld Vilmos tanítványa volt, majd Hubay Jenő művészképzőjébe került, ahol 1917-ben végzett. Még ebben az évben, mestere javaslatára Berlinben adott „pályaindító” koncertet. A nagy siker eredményeként németországi körutat tett. A következő év februárjában mutatkozott be érett művészként a budapesti közönségnek a Zeneakadémia nagytermében. 1920-ban a Vigadóban koncertezett. 1921-ben Dohnányi Ernő vezényletével szerepelt.
1922-ben kötött házasságot Szende László szombathelyi zenekedvelő építésszel. Ekkor költözött a vasi megyeszékhelyre. Itt eleinte magántanítványokat fogadott, majd 1926-ban a helyi zeneiskolában vállalt állást. Ebben az évben kezdett rendszeresen koncertezni is a városban, hivatásos és amatőr zenészekkel felváltva. A városba látogató muzsikusoknak is rendszeres partnere volt, így 1933-ban az útját Szombathelyen megszakító Kodálynak, a következő évben az ott fellépő Bartóknak, 1935-ben Fischer Annie-nak. 1928-tól időnként maga is Budapestre utazott egy-egy hangversenyre vagy rádiós szereplésre. 1936-ban Olaszországban tett sikeres koncertkörutat, hazafelé Zágrábban is bemutatkozott.
1936-ban részese volt a szombathelyi Collegium Musicum nevű együttes megalakításának, ami ismeretterjesztő előadásokkal egybekötött hangversenyeket tartott a városban. Az alakulástól 1938-ig tartott sorozataikkal eljutottak a barokktól a kortárs zenéig. A Vasvármegyei és Szombathelyi Kulturális Egylet szakosztályi alelnökké választotta.
A zsidótörvények következtében 1940. december 31-i hatállyal nyugdíjazták a zeneiskolai állásából. Ez után már csak a hitközség iskolájában foglalkozott tanítással, koncertezési lehetőségei is radikálisan csökkentek. Leginkább az OMIKE Művészakciója keretében Budapesten jutott közönség elé.
1944. május 9-én kötelezték a szombathelyi zsidókat a gettóba költözésre. Bárdos Alice-t a július 3-ai vagy 4-ei transzporttal Auschwitzba vitték. Szemtanúk szerint, mivel érkezéskor beteg anyósát támogatta, „munkaképtelenként” a rámpáról rögtön a gázkamrába vitték.

## Emlékezete
Emlékét őrzi 
- a középfokú tanulóknak kiírt Bárdos Alice országos hegedűverseny;
- a 2013 óta zenetanároknak adományozható Bárdos Alice-díj;
- a Bárdos Alice utca Szombathelyen.